# Carabus solieri
Carabus solieri es una especie de insecto adéfago del género Carabus, familia Carabidae. Fue descrita científicamente por Dejean en 1826.
Habita en Francia e Italia. Carabus solieri puede alcanzar entre 22 y 35 milímetros de largo. El cuerpo es bastante delgado, de color verde brillante metálico, verde dorado o verde cobrizo. Los élitros son anchos y robustos, bordeados de rojo violeta y cruzados longitudinalmente.
Se encuentra en bosques. Las colonias de esta especie son muy abundantes, los adultos se alimentan de moluscos (caracoles y babosas, entre otros) y poseen mandíbulas fuertes.